# Ministerium für internationale Wirtschaftsbeziehungen der Republik Litauen
Das Ministerium für internationale Wirtschaftsbeziehungen der Republik Litauen (lit. Lietuvos Respublikos tarptautinių ekonominių santykių ministerija) ist ein ehemaliges Ministerium der Regierung Litauens. Als Wirtschaftsministerium war es  bis zum 1. Februar 1993 für die internationale Beziehungen der Wirtschaft Litauens zuständig.

## Minister
- 10. Oktober 1991 – 1. Februar 1993: Vytenis Aleškaitis (1953–2001)

## Vizeminister
- Vytautas Gricius
- Gintaras Pukas (* 1950)